# Jascha Heifetz
Jascha Heifetz (nom complet : Iossif Rouvimovitch Heifetz), né le 2 février 1899 (son année de naissance fut changée en 1901 pour en faire un enfant prodige) à Vilnius et mort le 10 décembre 1987 à Los Angeles, est un violoniste russe, naturalisé américain en 1925.
Le nom de Heifetz est devenu synonyme de perfection violonistique.

## Biographie
Né dans une famille juive de Vilna (l'actuelle Vilnius), en Lituanie, Heifetz commence l'étude du violon à l'âge de trois ans, avec son père, Ruben Heifetz (Ruvim) violoniste professionnel, extrêmement sévère. Il poursuit dès l'âge de cinq ans sa formation à l'académie Royale de Musique de Vilna (avec Ilva Davidovich Malkin , élève de Leopold Auer), et fait à Kovno (l'actuelle Kaunas) ses débuts publics l'année suivante (1907) en exécutant brillamment le Concerto de Mendelssohn,.
Diplômé de l'école de musique à sept ans, Heifetz entreprend une série de tournées en Lituanie et se gagne la réputation d'être « le plus phénoménal des enfants prodiges de son temps ».

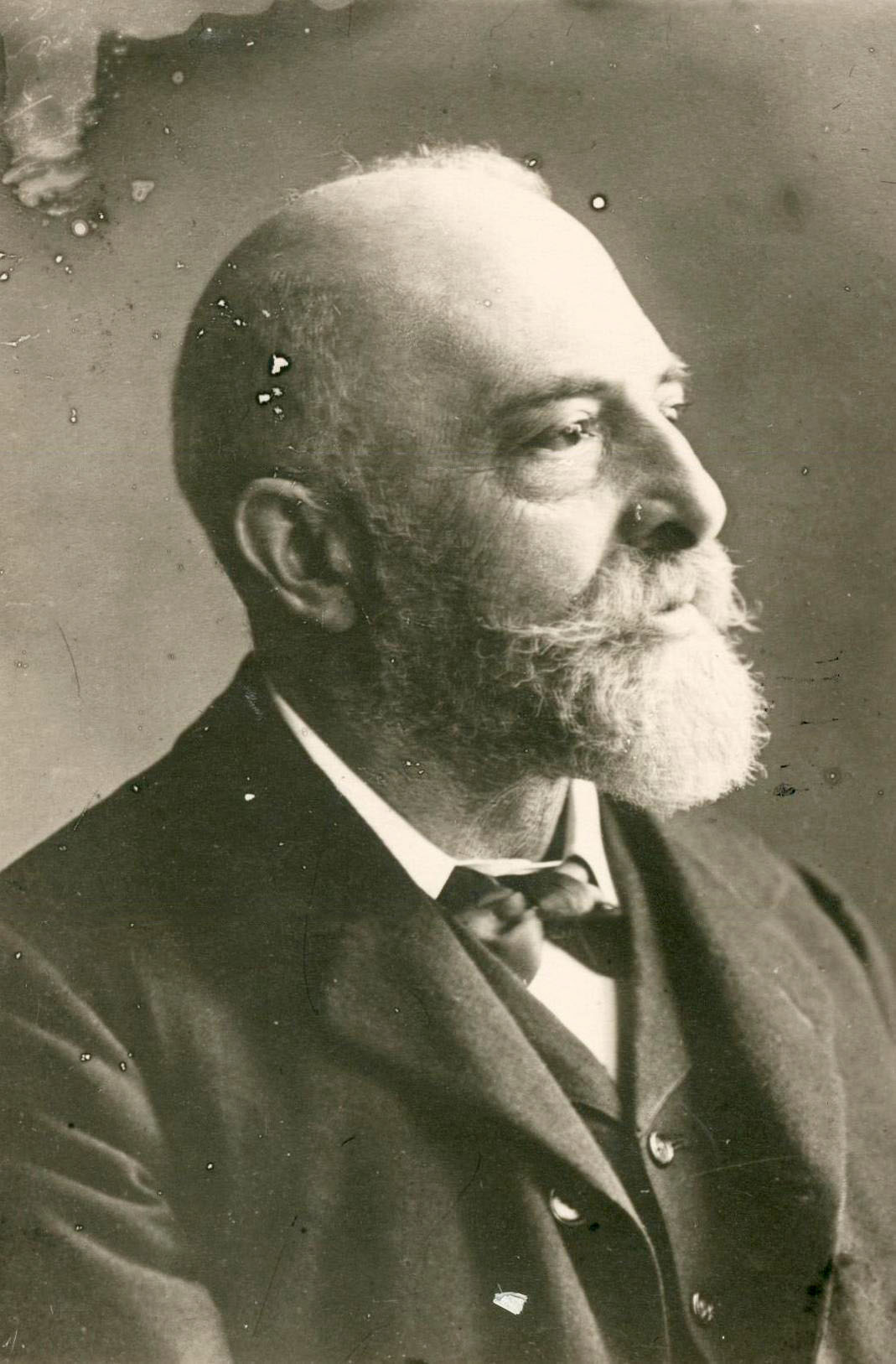
Leopold Auer, avant 1913.

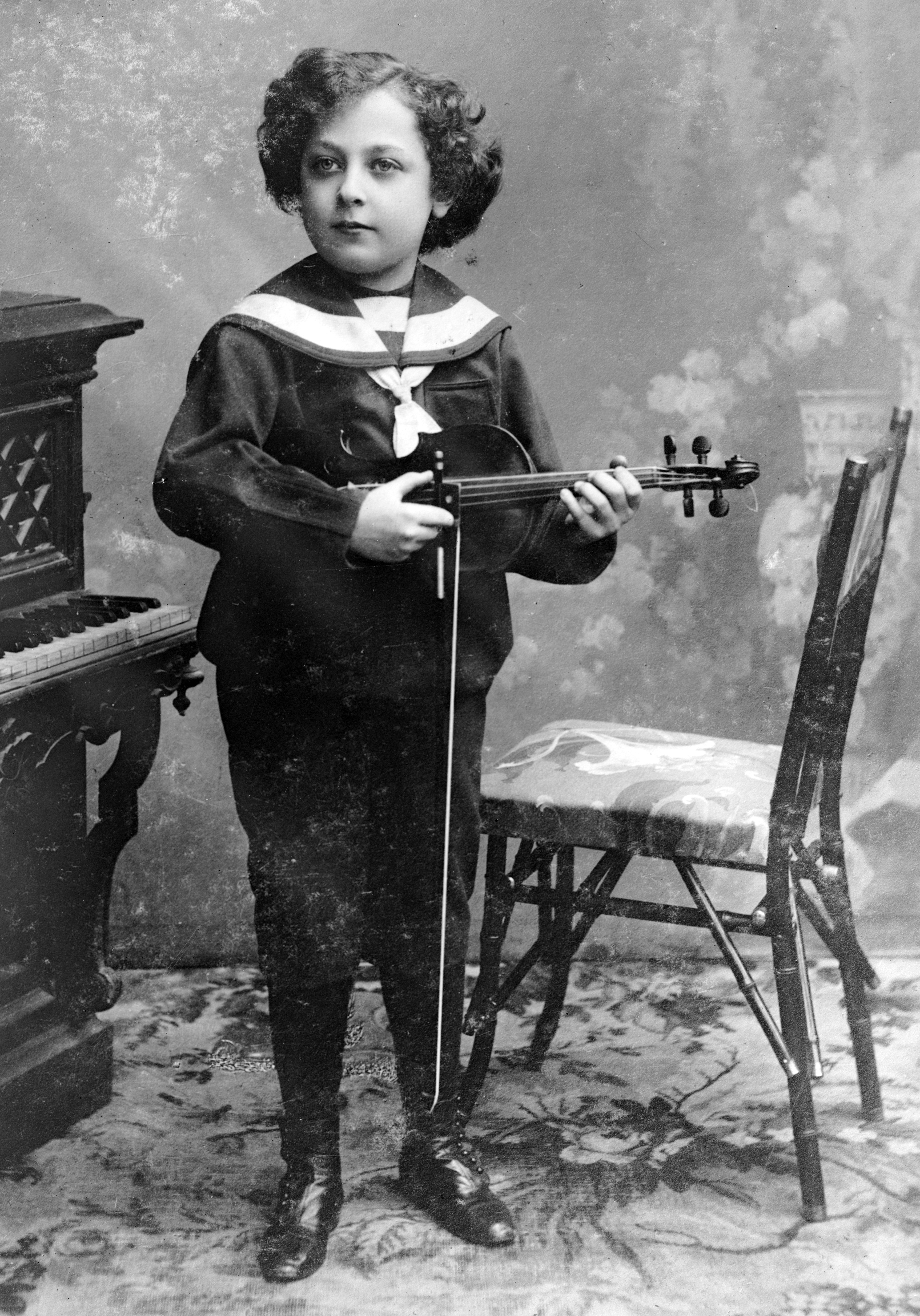
Jascha Heifetz jeune garçon.

À neuf ans, il entre dans la classe de Nalbandyan, assistant du célèbre Leopold Auer (1845–1930). Dédicataire du concerto de Tchaïkovski (qu'il refusa), et professeur notamment de Nathan Milstein, Auer accorde de mauvaise grâce une audition à ce Wunderkind (il détestait viscéralement les prétendus enfants prodiges), mais il qualifia de « tour de sorcellerie » la prestation que lui offrit Heifetz (le 24e Caprice de Paganini, suivi du Concerto de Mendelssohn) et l'admit dans sa classe sur-le-champ. Débute alors une fulgurante carrière, avec ses premiers enregistrements de disques russes à l'occasion de son dixième anniversaire (six de ces enregistrements ont été retrouvés, sous l'étiquette Gramophon Corporation et Sound Recording, après une éclipse de 90 ans), suivis de son premier concert le 30 avril 1911 à Saint-Pétersbourg. Ce concert, en plein air, réunit plus de 25 000 personnes. Il y eut un tel engouement que des policiers furent nécessaires pour protéger le jeune violoniste, tout juste âgé de 10 ans. Suivront l'Allemagne (23 mai 1912), l'Autriche, et la Scandinavie avec Auer.
Le 23 octobre 1912, Heifetz devient une célébrité internationale, lorsque le grand Arthur Nikisch (1835–1922) offre au garçon de 12 ans de remplacer Pablo Casals, alors malade, dans une exécution du concerto pour violon de Tchaïkovski à Berlin. Apparemment, Heifetz n'avait jamais joué cette pièce en public et n'avait reçu qu'un préavis de 24 heures, mais il s'exécuta du haut d'une plateforme surélevée et éblouit l'assistance, l'orchestre et le chef d'orchestre par sa maîtrise et sa sensibilité.
Lorsque éclate la révolution russe, en 1917, Heifetz quitte la Russie avec sa famille au prix de grandes difficultés (antisémitisme), et émigre aux États-Unis – par la Sibérie –, suivant l'exemple de son professeur et de la plupart de ses élèves. Ses débuts au Carnegie Hall, le 27 octobre de la même année, devant tous les grands du violon de son temps, sont restés longtemps dans les mémoires. Alors qu'il l'avait déjà entendu à Berlin, l'illustre Fritz Kreisler – en disgrâce pour avoir été officier autrichien – dira à l'issue de la représentation : « Nous pouvons casser nos archets sur nos genoux ». Le critique Samuel Chotzinov, écrit : « Le violoniste de seize ans semblait des plus indifférents de tous les gens de la salle, alors qu'il marchait sur la scène, et il a donné une interprétation d'une telle virtuosité que sa musicalité extraordinaire n'a pas encore été entendue dans cette salle historique. »
De fait, Heifetz signait l'acte de naissance d'une nouvelle génération de violonistes au talent extraordinaire, celle de Nathan Milstein (1903), David Oïstrakh (1908), de Yehudi Menuhin (1916) et tant d'autres, au détriment de la « vieille école ». Il se produit à Londres pour la première fois le 5 mai 1920, effectue une tournée en Australie (1921), en Asie (1923), en Palestine en 1926 et en Russie en 1934.
À la suite du concert du Carnegie Hall, débute une longue collaboration entre Heifetz et Victor Talking Machine Company devenu RCA Victor pour une multitude d'enregistrements qui feront date dans l'histoire de la musique, bien qu'on leur reproche une médiocre qualité due à une installation récurrente du micro trop près du violon. En Europe, il enregistre pour HMV/EMI et pendant la guerre, chez Decca, après 1946, il retourne chez RCA. Heifetz pratiquait également la musique de chambre. On a expliqué son peu de succès dans des ensembles de chambre par le fait que sa personnalité tendait à submerger ses collègues.

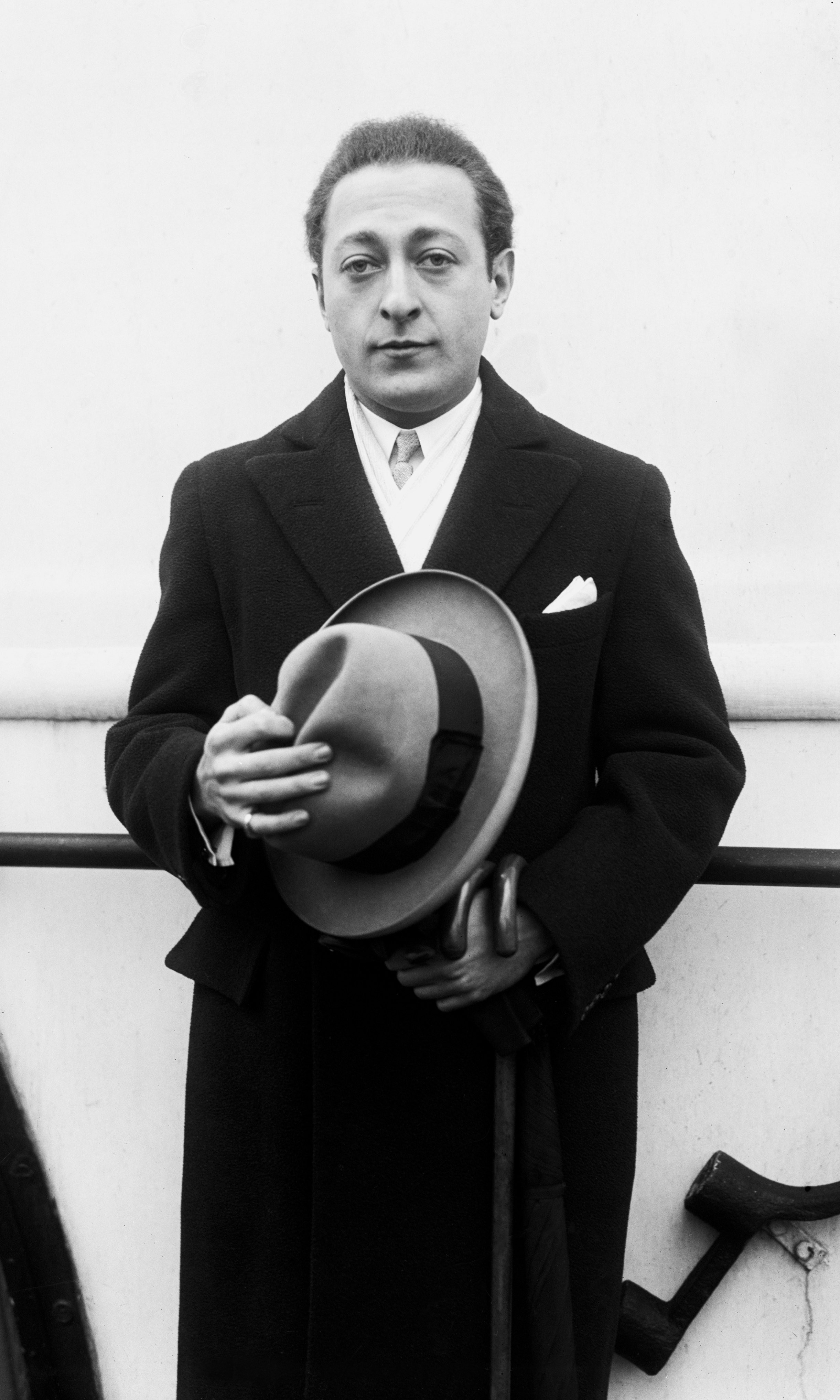
Jascha Heifetz vers 1920

Citoyen américain à compter de 1925,, Heifetz poursuit sa carrière sur les cinq continents. Après guerre il réduit le rythme de ses concerts,. Refusant de se laisser dicter le contenu de son programme par des considérations politiques, il échappera à une tentative d'assassinat (en 1953) commise par un extrémiste juif de Jérusalem à la suite de sa décision de persister à jouer une pièce de Richard Strauss, malgré l'hostilité du gouvernement israélien envers ce compositeur soupçonné de sympathies avec le nazisme. Le violoniste dira : « la musique est au-dessus de ces facteurs… Je ne vais pas changer mon programme. J'ai le droit de décider de mon répertoire. » L'exécution de la pièce, tout au long de la tournée, sera toujours suivie d'un silence de mort. Blessé au bras droit à coups de barre de fer alors qu'il souhaitait protéger ses instruments, Heifetz devra annuler son dernier concert et ne reviendra dans le pays qu'en 1970, quoiqu'il fût de confession juive. Heifetz ignorait la mise à l'index de Strauss et le premier ministre David Ben Gourion présentera ses excuses officielles.
Comme Leopold Auer, il a souvent été considéré comme un « traître à son pays » en raison de sa migration aux États-Unis. Il condamnera d'ailleurs le célèbre concours Tchaïkovski, accusant le jury de privilégier les musiciens de l'Est.
Il poursuivra ses activités de concertiste jusqu'en 1962, moment où il estimera devoir se retirer, après qu'une opération de l'épaule droite à moitié réussie l'empêche de tenir son archet aussi haut qu'avant. Il ne souhaitait pas que ses capacités déclinantes ternissent sa réputation. Il se produira cependant à quelques occasions, jusqu'à son ultime concert d'adieu donné en 1972. Acclamé sur les cinq continents, Heifetz se vit pendant ces quelque 65 ans de carrière dédier des concertos, notamment de Louis Gruenberg, William Walton, Castelnuovo-Tedesco, Korngold, Joseph Achron. Son trio, nommé le million dollar trio, formé de Gregor Piatigorsky (violoncelle) et Arthur Rubinstein (piano) reste aussi l'un des grands moments de l'histoire de la musique. Il a également enregistré avec le violoncelliste Emanuel Feuermann.
Une fois à la retraite, Heifetz se consacra à l'enseignement et à la musique de chambre entre amis. Parmi ses élèves, le talentueux Erick Friedman reste sans doute le plus connu, mais une génération de violonistes américains reste marquée par cette personnalité exceptionnelle qui s'éteint, victime d'un infarctus, à Beverly Hills, en 1987. En 1989, il reçoit le Grammy Lifetime Achievement Award, à titre posthume.

## Les violons de Jascha Heifetz
Au début de sa carrière, il jouait sur un Carlo Tononi, un instrument italien du XVIIIe siècle, avec lequel il avait fait ses débuts américains. Puis il a acheté, en 1922, le fameux David, un Guarnerius del Gesù (1742) qui avait appartenu à Ferdinand David, puis à Pablo de Sarasate et à August Wilhelmj. Il possédait aussi trois Stradivarius, le Piel (1731), le Dolphin (1714), qui a été aussi l'instrument de Mischa Mischakoff, et le Hochstein (1715) sur lequel avaient joué Joseph Joachim et Franz Kneisel. Le Tononi entra à sa mort en la possession de son assistante, Sherry Kloss. Le Guarneri de 1742, est la propriété de San Francisco Legion of Honor Museum, selon la volonté de Heifetz. Il ne peut être utilisé que lors d'« occasions spéciales » par des musiciens méritants.

## Jeu et personnalité

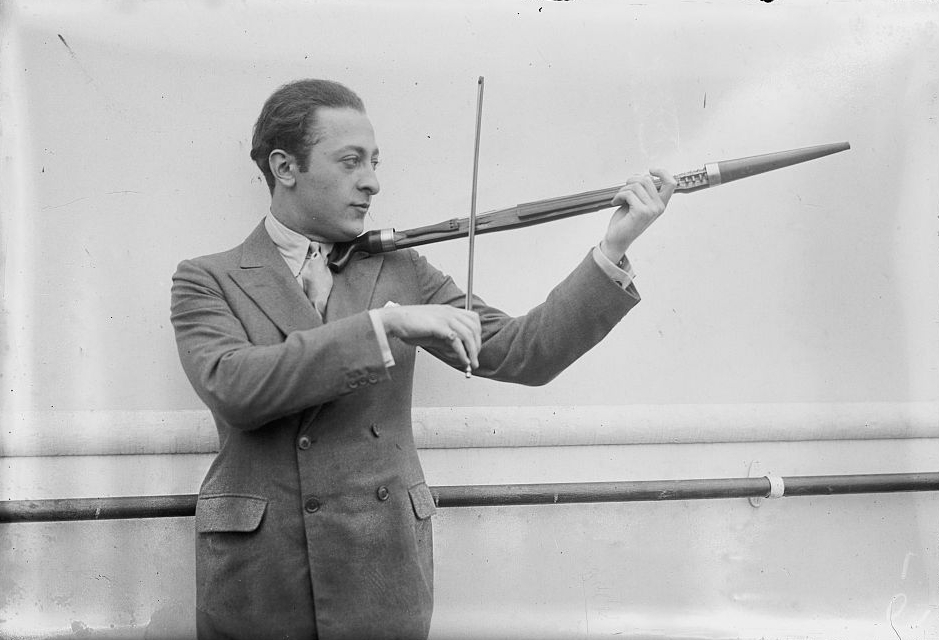
Jascha Heifetz joue de son violon-canne.

Souvent décrit comme froid, dénué de sentiment et exclusivement virtuose, le jeu d'Heifetz s'est très tôt exposé à des critiques qui n'étaient sans doute pas sans rapport avec une personnalité d'une causticité et d'une austérité sans pareille. Mais Itzhak Perlman a exprimé l'opinion contraire. Il est vrai que nombre de ses élèves le décrivent comme un maître tyrannique, parfois cruel, et que personne ne s'est jamais vanté d'avoir vu Heifetz sourire en public, mais sa sonorité d'une limpidité cristalline et son vibrato extraordinairement chaleureux, une conduite des phrases d'une sensibilité hors norme laissent à penser qu'il ne s'est jamais agi que d'un préjugé. Son jeu, d'une virtuosité incomparable ne cède jamais à la vanité ni au numéro de cirque, comme en témoigne la qualité de ses enregistrements de « pièces de genre », notamment sa transcription du Hora Staccato de Grigoraş Dinicu. Il était également excellent pianiste et accordéoniste.
Malgré une réputation d'avarice et d'antipathie légendaire, beaucoup de ceux qui l'ont connu de près s'accordent à lui trouver un humour et une intelligence extraordinaires. Pierre Amoyal décrira comment Heifetz, un jour, lui avait sobrement offert un Guarnerius. Ses séances de master-class filmées par la télévision américaine restent des grands moments d’« humour à froid », mêlé d'une rigueur et d'une exigence terrifiante. « On ne peut être plus exigeant avec les autres qu'on ne l'est avec soi-même », dira le maître un jour. Cela résume certainement une grande part du mystère et de la psychologie de cet homme hors du commun.

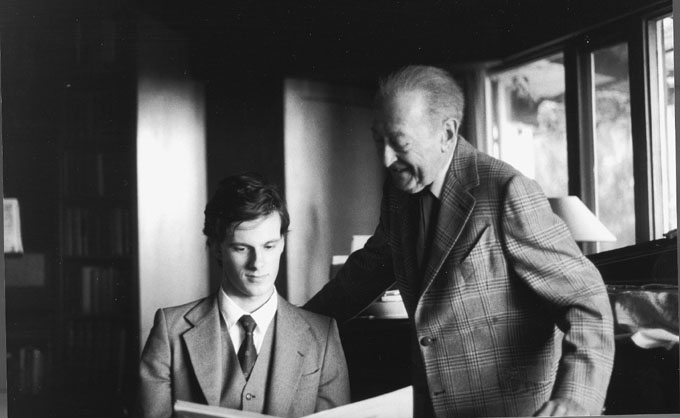
Rudolf Koelman et Jascha Heifetz à Los Angeles, 1979.

Heifetz était professeur à l'UCLA (1975), après l’université du Sud de la Californie (1962), avec ses amis Gregor Piatigorsky et William Primrose. Il a donné beaucoup de master-classes dans son studio privé à Beverly Hills. Aujourd’hui ce studio est le lieu principal de l’école Colburn, ou il est utilisé pour des master-classes dans l’esprit de Heifetz. Durant sa carrière comme professeur Heifetz a eu beaucoup d'élèves, les plus renommés aujourd’hui sont : Pierre Amoyal, Erick Friedman, Eugene Fodor, Adam Han-Gorski, Claire Hodgkins, Yukiko Kamei, Rudolf Koelman, Paul Rosenthal et Yuval Yaron.
Lors de ses concerts il eut de nombreux partenaires prestigieux, tels qu'Arturo Toscanini, Emanuel Feuermann, William Kapell, Fritz Reiner, Dimitri Mitropoulos, George Szell, Serge Koussevitzky, William Primrose, Thomas Beecham, John Barbirolli, Charles Munch, Paul Paray et Brooks Smith, avec lequel il enregistra la sonate à Kreutzer et qui l'accompagna lors de son concert d'adieu. Par contre, il ne collabora qu'une fois, à l'occasion d'un concert privé dans les années 1930, avec son alter ego pour le piano Vladimir Horowitz. Toutes les tentatives de les réunir ultérieurement restèrent vaines.
Les plus célèbres de ses confrères lui vouaient une grande admiration : David Oïstrakh, Yehudi Menuhin, Leonid Kogan, Ida Haendel, Ruggiero Ricci, Isaac Stern, Ivry Gitlis, Aaron Rosand, Itzhak Perlman, Henryk Szeryng...
Le nom de Heifetz est devenu synonyme de perfection violonistique.

## Citation
| « You know, child prodigism – if I may coin a word – is a disease which is generally fatal. I was among the few to have the good fortune to survive. But I had the advantage of a great teacher in Professor Auer and a family that instinctively had a high regard for music, very good taste and a horror of mediocrity. » – Jascha Heifetz |  |  | « Vous savez, le prodigisme infantile – si je puis inventer ce terme – est une maladie généralement fatale. Je fus parmi les rares qui eurent la bonne fortune d'y survivre. Mais j'eus la chance d'avoir un grand professeur en la personne du professeur Auer et une famille qui tenait instinctivement la musique en haute estime, avait très bon goût et l'horreur de la médiocrité. » |

## Pour approfondir

### Filmographie
- They Shall Have Music (1939)[15]
- Carnegie Hall (1947)[16]
- Of Men and Music (1951)[17]

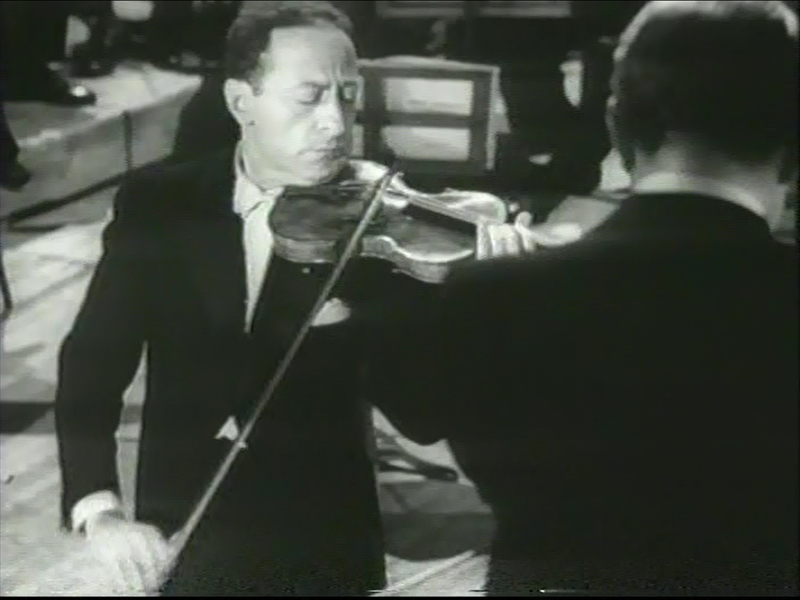
Jascha Heifetz, extrait du Carnegie Hall de 1947.

- The Heifetz Master Class, trois épisodes de Nathan Kroll (1962)
- God's Fiddler : Jascha Heifetz, de Peter Rosen (2011)[18].